# جبل طغيان (المحويت)

تعديل مصدري - تعديل

جبل طغيان هي إحدى قرى عزلة الأحجول بمديرية المحويت التابعة لمحافظة المحويت، بلغ تعداد سكانها 227 نسمة حسب تعداد اليمن لعام 2004.